# Burg Kadaň
Die Burg Kadaň (deutsch Kaaden) befindet sich in der Stadt Kadaň in Tschechien.

## Geschichte

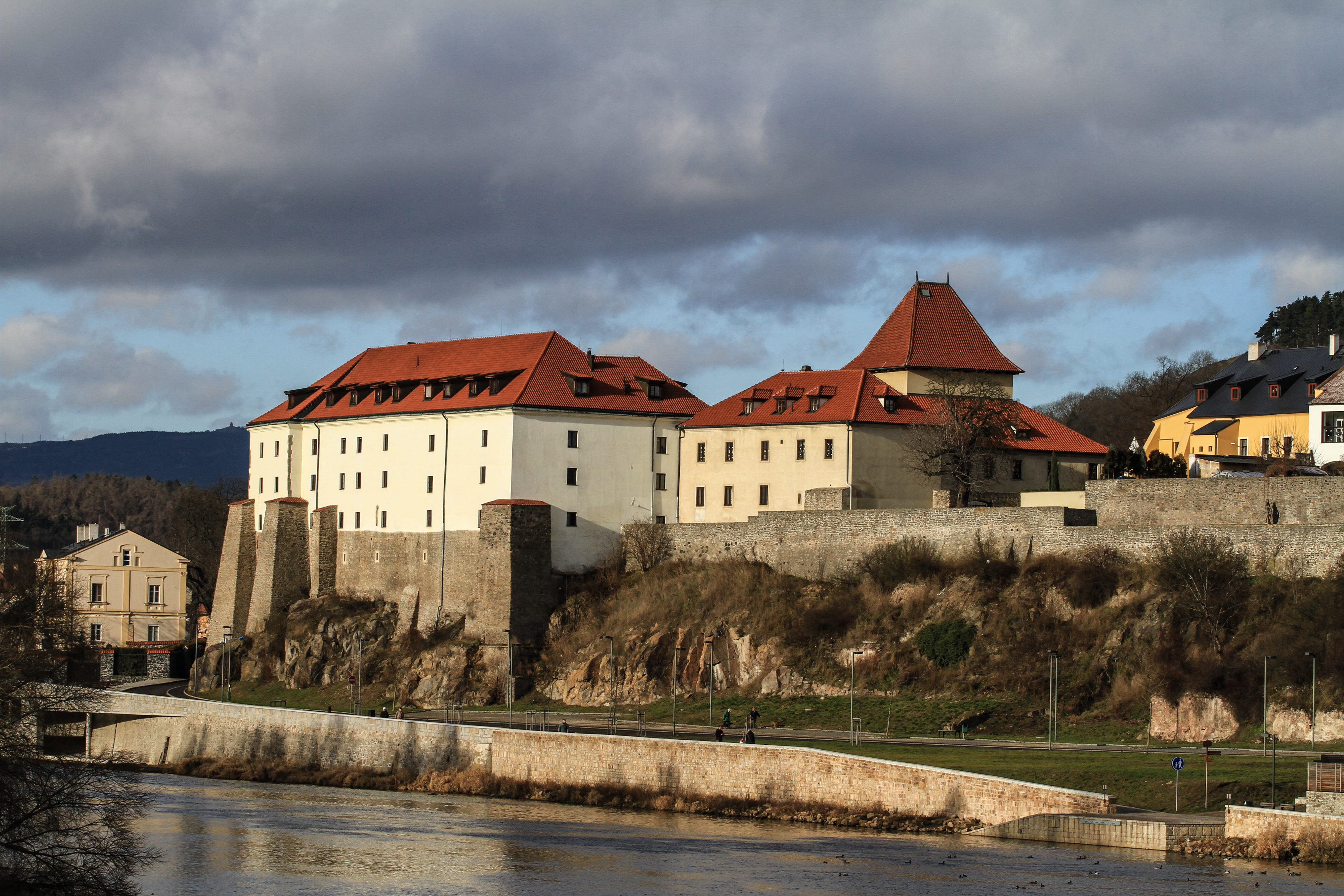
Burg Kaaden

Die gotische Burg wurde um 1250 gegründet und diente dem königlichen Verwalter als Wohnsitz. 1421 wurde sie von Kreuzrittern teilweise zerstört, nachdem sie zwei Monate vorher von Hussiten eingenommen worden war.
König Georg von Podiebrad ließ die Burganlage 1467 renovieren. 1504 befahl Johann von  Lobkowitz den erneuten Umbau der zerfallenen Burg, wobei diese ihr ursprüngliches gotisches Aussehen verlor. Die größte Zerstörung erfuhr das Objekt während des Dreißigjährigen Krieges vor allem durch die schwedischen Besatzer.
1750 wurde die Burg im Auftrag von Maria Theresia in eine Kaserne umgestaltet. Diese wurden nach 1816 erweitert. Die nächsten 150 Jahre diente sie der österreichischen und tschechischen Armee. Nach einer weiteren Rekonstruktion ging die Burg in den 1990er Jahren in den Besitz der Stadt über und wird jetzt für kulturelle Zwecke genutzt.